# Mathematikgebäude der Technischen Universität Berlin
Das Mathematikgebäude der Technischen Universität Berlin ist ein Universitätsgebäude in Berlin-Charlottenburg. Andere Bezeichnungen lauten Gebäude des Instituts für Mathematik sowie Gebäude des Instituts für Mathematik und EDV-Grundausbildung.

## Vorplanung
Die Technische Universität Berlin schrieb 1967 einen Wettbewerb zur Erweiterung des Campus aus. Eine Jury prämierte zwar die eingereichten Entwürfe, die im Laufe der Bearbeitungszeit von 1967 bis 1968 entstanden waren, jedoch wurde keiner direkt umgesetzt. Stattdessen vergab die TU-Berlin einzelne Direktaufträge, unter anderem für das Mathematikgebäude. Die Zweitplatzierten des Campus-Wettbewerbs, Georg Kohlmaier und Barna von Sartory, erhielten den Auftrag für den Neubau eines Institutsgebäudes für Mathematik. Die Planung an dem Gebäude begann 1973.

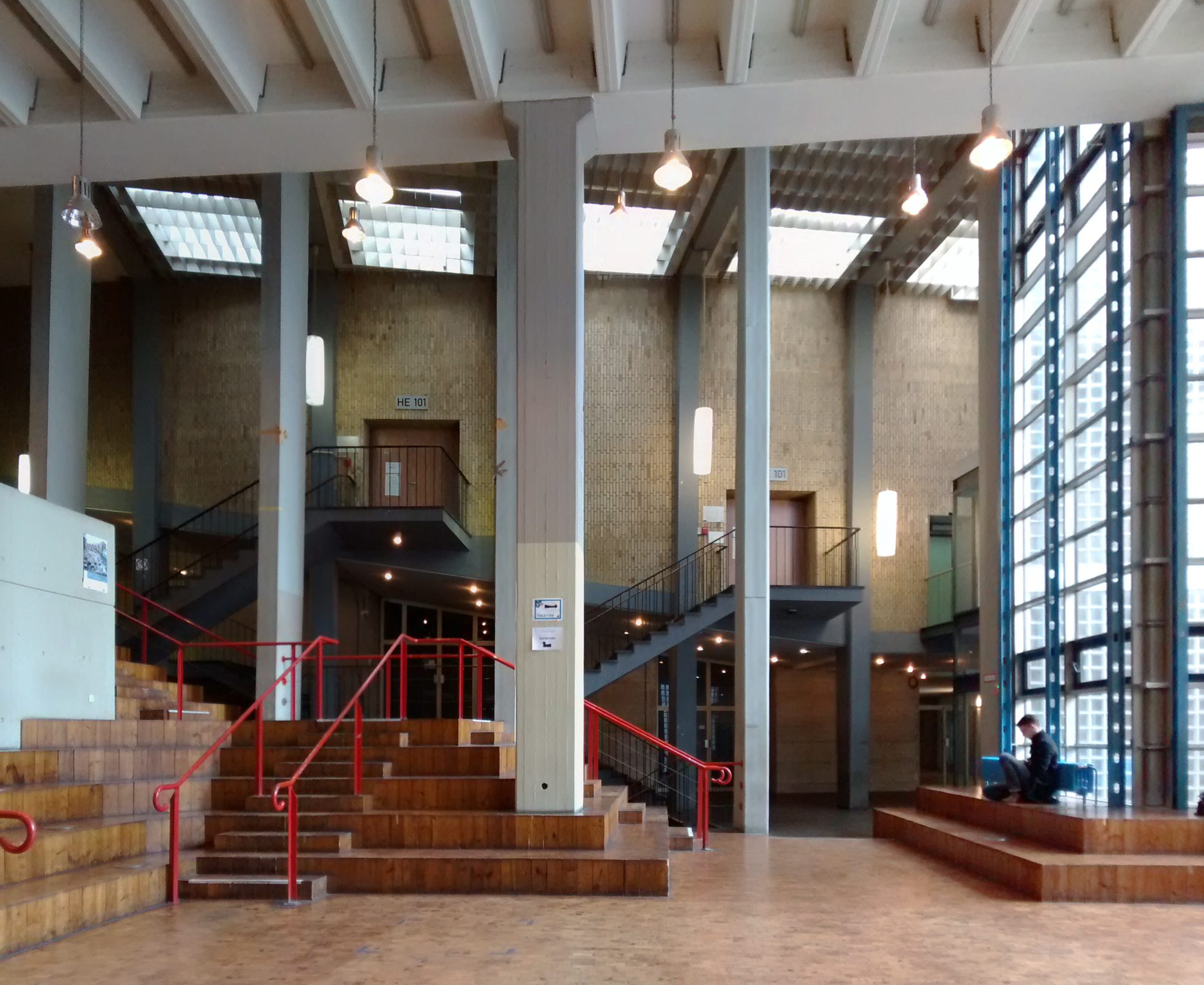
Elektrotechnik-Hörsaal im Hintergrund

## Entwurf
Kohlmaier und von Sartory entwarfen ein Hochhaus auf H-förmigem Grundriss, leicht zurückgesetzt von der Straße des 17. Juni. Eine Besonderheit des Entwurfs ist, dass das bereits vorhandene Hörsaalgebäude für das Institut für Elektrotechnik in das Mathematikgebäude integriert wurde. Der Elektrotechnik-Hörsaal stammt von Karl Wilhelm Ochs und wurde 1960–1963 errichtet. Direkt an der Straße des 17. Juni – dem Mathematikgebäude südwestlich vorgelagert – steht ein länglicher Hallenbau des Instituts für Wasserbau und Wasserwirtschaft. Diese Halle stammt von Helmut Bressler und wurde 1958–1959 errichtet.

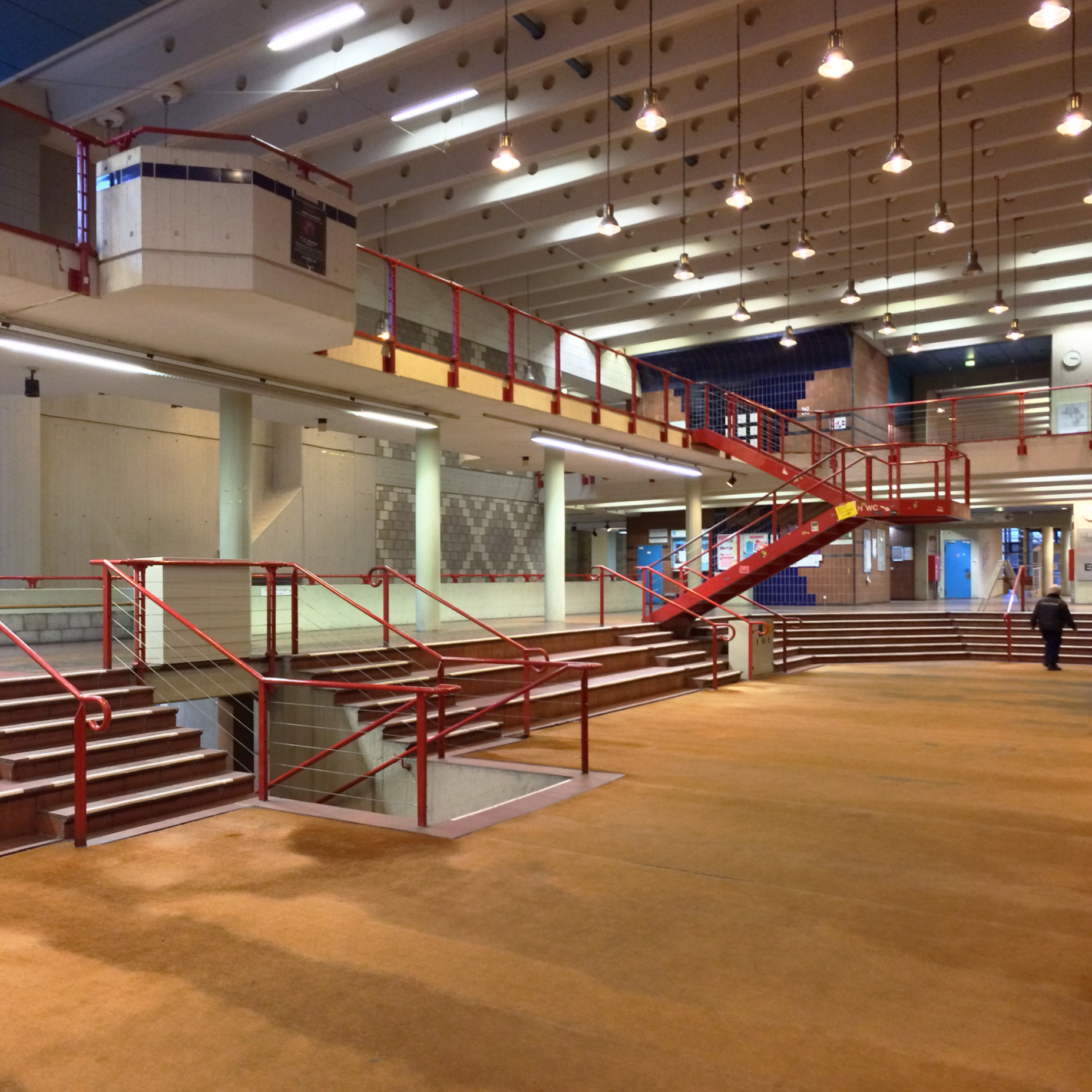
Innenraum des Mathematikgebäudes, Erdgeschoss

Das auffälligstes Merkmal des Mathematikgebäudes ist seine Hülle aus Glas. Metallplatten an der Fassade sind in leuchtendem Blau und Rot lackiert. Zum Zeitpunkt seiner Planung wurde diese Art von Architektur als besonders ökologisch bezeichnet, da man hoffte, dass der hohe Glasanteil der Fassaden zur Wärmegewinnung dienen könnte. Eine Überlegung, die aus dem Gewächshausbau stammte. Der Entwurf von Kohlmaier und von Sartory ist ein sehr frühes großmaßstäbliches Beispiel von Solararchitektur und ökologischem Bauen. Die Fassade wurde als Dreifachverglasung ausgeführt um Wärmeverluste zu verringern. Zum Zeitpunkt der Planung des Mathematikgebäudes waren zwar schon zahlreiche große Gebäude mit Glasfassaden errichtet worden, aber diese waren nicht darauf hin optimiert, Energie zu sparen. Bauteile im Inneren des Hauses wurden in massiven Beton ausgeführt und unverkleidet belassen, damit diese als Wärmespeicher dienen können. Da im Inneren rohe und raue Materialien wie Beton zu sehen sind, gehört das Gebäude zumindest teilweise zum Stil des Brutalismus. Eine Mitarbeiterin von Kohlmaier und von Sartory bei dem Projekt war die Architektin Helma Karau.
Eine formale Verwandtschaft besteht zu den Entwürfen von James Stirling, die als Red Trilogy bezeichnet werden: das Engineering Building der University of Leicester (1959–1963), die Seeley Historical Library der University of Cambridge (1964–1967) und das Florey Building, Studierendenwohnheim des Queen’s College in Oxford (1966–1971). Die Bauten der Red Trilogy  besitzen ebenfalls große Glasflächen sowie gebrochene Gebäudekanten mit 45-Grad-Winkeln.

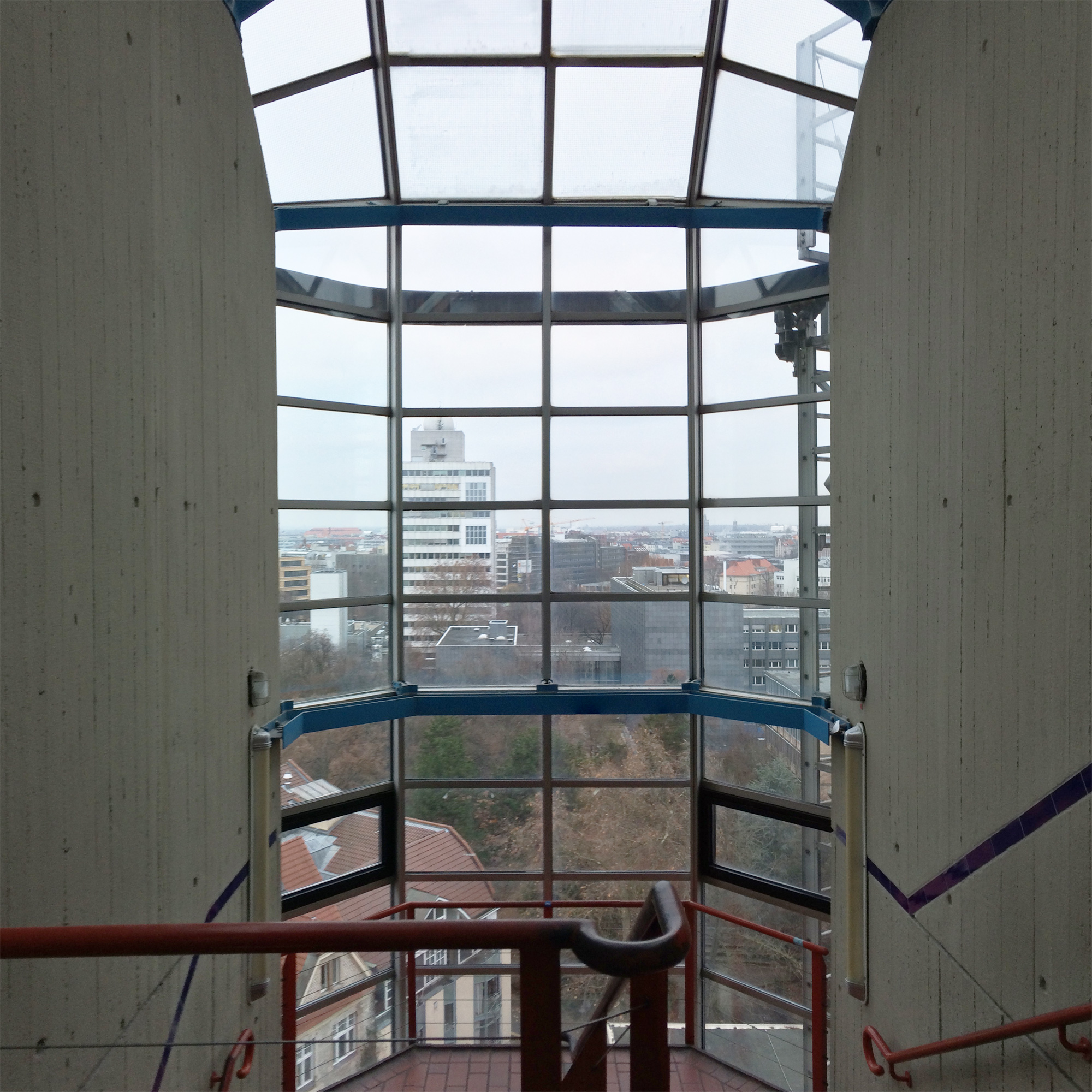
Betonwände im Treppenhaus, Aufgang zur Personalkantine

## Bau
Die Ausführung des Baus begann 1976 und dauerte mehrere Jahre. Das Datum der Fertigstellung lässt sich nicht genau festlegen, es variiert je nach Quelle zwischen 1981, 1982 und 1983. Die Verwendung von Dreifachverglasung war 1976 die erste für ein Bürogebäude. Insgesamt stellt das Mathematikgebäude ein Bindeglied zwischen verschiedenen Architekturrichtungen dar. Es verbindet Elemente von High-Tech-, Solar- und Pop-Art-Architektur sowie Brutalismus. Innen ist das Gebäude mit Stilmitteln und Materialien des Brutalismus gestaltet, hauptsächlich Beton, vor Ort gegossen oder als Leichtbeton-Mauerwerk. Der dem Hochhaus vorgelagerte Hörsaal – direkt an der Straße des 17. Juni – ist für den Brutalismus typisch klobig, geschlossen und mit Beton gestaltet. Ungewöhnlich für ein Institutsgebäude ist, dass dieses Haus zwei Kantinen enthält. Unter dem Hörsaal direkt an der Straße des 17. Juni befindet sich eine Mensa für Studierende. Im obersten Geschoss befand sich die Personalkantine der Technischen Universität, die 2020 im Zuge der COVID-19-Pandemie dauerhaft geschlossen wurde. Auf dem Vorplatz steht das Werner-von-Siemens-Denkmal.

## Zukunft
Die Zukunft des Mathematikgebäudes ist ungewiss. Die Technische Universität plant ein neues Gebäude für das Institut für Mathematik, welches seit 2020 in Bau ist. Bei den Ideen für Umnutzungen des alten Mathematikgebäudes stellt sich die Frage, wie viel von der originalen Bausubstanz erhalten werden kann. Auch wenn der Entwurf in den 1970er Jahren verhältnismäßig ökologisch war, erfüllt er heutige Anforderungen nicht.
Nach einem Wasserschaden, der durch von Unbekannten verstopfte Abflussrohre entstand, wurden im April 2023 zunächst Teile des Gebäudes gesperrt. Juni 2023 wurde nach weiteren Schadensanalysen das komplette Gebäude geschlossen. Das Mathematikgebäude beinhaltet 7 Hörsäle und mehrere Seminarräume mit insgesamt rund 2700 Sitzplätzen.